# HD153897
HD153897 — хімічно пекулярна зоря спектрального класу F5, що має видиму зоряну величину в смузі V приблизно  6,6.
Вона  розташована на відстані близько 139,7 світлових років від Сонця.